# Стефан Бочкај
Стефан Бочкај (Bocskai István; 1. јануар 1557. – 29. децембар 1606) је био кнез Трансилваније од 1605. године до своје смрти.

## Биографија
Стефан је најпознатији припадник породице Бочкај. Био је син Ђерђа Бочкаја и Кристине Сиљок. Рођен је у Клужу у тадашњој Угарској. Каријеру је започео у служби свог рођака, трансилванијског кнеза Жигмунда Баторија. Као главни саветник Баторија, учествује у бројним дипломатским мисијама у Бечу и Прагу. Непријатељство према њему од стране каснијих припадника породице Батори, који су му конфисковали поседе, навели су Бочкаја да потражи заштиту на царском двору (1599). Међутим, покушаји светоримског цара Рудолфа II да лиши Угарску устава и сузбије верске слободе протестаната довели су до његовог раскида са Бочкајем. Бочкај се на страни Турака борио за независност Трансилваније. Од 1605. године носи титулу кнеза. Одбио је краљевско достојанство и вешто је користио савезништво са Турцима. Како би сачувао аустријске делове Угарске, надвојвода Матија (будући цар) је ушао у преговоре са Бочкајем. Они су завршени склапањем Бечког споразума (23. јун 1606) којим је Матија гарантовао уставна и верска права Мађара у Трансилванији и хришћанским деловима Угарске. Истовремено је он признао Бочкаја кнезом Трансилваније, као и право становника Трансилваније да бирају своје кнежеве. Тврђава Токај, жупаније Берег, Сатмар и Угоча, потпале су под власт Бочкаја. Одредбе су потврђене миром у Житватороку којим је завршен Тринаестогодишњи рат између Аустрије и Османског царства. Бочкај је умро неколико месеци након завршетка рата. Постоје индиције да га је отровао његов канцелар, Михаљ Каћај.

## Галерија
- Бочкајев печат.
- Бочкајева круна коју је добио од турског султана.
- Бочкајев златни дукат.
- Бочкајева статуа у Женеви, Швајцарска.
- Гроб Стефана Бочкаја.
- Бочкај и његови хајдуци.
- Споменик у Кошицама.
- Споменик у Будимпешти.
- Статуа у Дебрецину.
- Миленијумски споменик, Трг хероја, Будимпешта.
- Гимназија названа по Бочкају, Хајдубесермењ.